# North College Hill (Ohio)
North College Hill es una ciudad ubicada en el condado de Hamilton, Ohio, Estados Unidos. Tiene una población estimada, a mediados de 2021, de 9556 habitantes.
Es parte del área metropolitana de Cincinnati. 

## Geografía
La ciudad está ubicada en las coordenadas 39°13′2″N 84°33′7″O / 39.21722, -84.55194. Según la Oficina del Censo de los Estados Unidos, North College Hill tiene una superficie total de 4.73 km², de la cual 4.72 km² corresponden a tierra firme y 0.01 km² son agua.

## Demografía
Según el censo de 2020, en ese momento había 9663 personas residiendo en North College Hill. La densidad de población era de 2047.25 hab./km². El 58.57% de los habitantes eran afroamericanos, el 33.00% eran blancos, el 0.36% eran amerindios, el 0.71% eran asiáticos, el 0.08% eran isleños del Pacífico, el 1.30% eran de otras razas y el 5.98% eran de una mezcla de razas. Del total de la población, el 2.56% eran hispanos o latinos de cualquier raza.